# Sluch

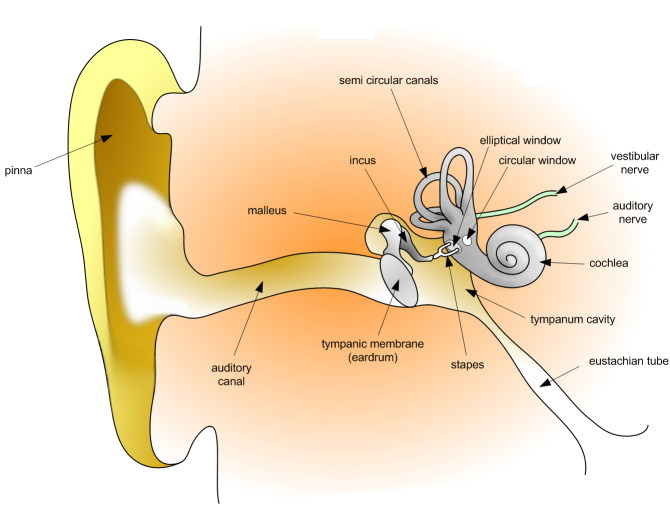
Pohled do lidského ucha

Sluch je schopnost vnímat zvuky, která je společná všem vyšším živočichům, kteří jsou vybaveni speciálním smyslovým orgánem, uchem.

## Zpracování zvuku
Zvuk, který prochází zvukovodem naráží do bubínku, ten se rozechvěje a vibrace přenáší přes kladívko, kovadlinku a třmínek do hlemýždě. Tam na vibrace reagují smyslové buňky, které informace o zachyceném zvuku vedou pomocí sluchového nervu k dalšímu zpracování do mozku.

## Sluch u člověka
Lékařský obor, který zkoumá lidský sluch, se nazývá audiologie. Člověk dokáže slyšet frekvence přibližně v rozmezí 20 Hz až 20 kHz, tedy s rozsahem tří dekadických řádů, resp. až deseti oktáv. Někteří mladí lidé dokáží slyšet frekvence mírně nad 20 kHz, naopak s přibývajícím věkem se horní hranice snižuje. Běžný lidský hlas má frekvenci zhruba od 200 Hz do 800 Hz.
Také schopnost rozeznávat jednotlivé tóny se u lidí různí. Jako relativní sluch se označuje schopnost rozeznat vzájemné vztahy tónů - intervaly. Absolutní sluch je schopnost určit (absolutní) výšku tónu: S víceméně přesným odhadem kmitočtu. Odhaduje se, že absolutní sluch má asi jeden člověk z 10 000.
Díky tomu, že člověk má uši po stranách hlavy, umožňuje sluch orientaci v prostoru, nicméně podstatně hůře než zrak. Zejména původ hlubokých nebo táhlých tónů se pomocí sluchu obtížně lokalizuje. Některá zvířata, například šelmy nebo přežvýkavci, dokážou natáčet ušní boltce, což jejich schopnost lokalizace původu zvuku zlepšuje.
S věkem se vnímání sluchu snižuje a to především u vysokých frekvencí.

### Poruchy sluchu
Omezená schopnost sluchu se nazývá nedoslýchavost, úplná ztráta sluchu je hluchota. Poškození sluchu může být vrozené nebo získané v důsledku nemoci, operace, působení nadměrného hluku atd. K poškození sluchu zpravidla dochází, pokud hladina akustického tlaku překročí 140 decibelů, nicméně pokud se člověk trvale pohybuje v prostředí s hlasitostí pouze 85 decibelů, může si rovněž sluch poškodit.

### Sluchové halucinace
V důsledku[zdroj?] toho, že člověk poměrně nepřesně lokalizuje původ zvuku, snadno podléhá sluchovým halucinacím - například se domnívá, že někdo chodí po jeho bytě, že slyší ve tmě šepotání apod.
Zajímavým jevem je akuse hudby, stav, kdy má člověk pocit, že zvnějšku slyší hrát hudbu, přitom si je však vědom přeludu (jedná se tedy o pseudohalucinaci). Jde o poměrně vzácný jev, který častěji mohou pozorovat lidé se sluchovou vadou a zřejmě také s určitými hudebními vlohami. Vyvolání jevu také podporuje hlučné prostředí, únava a stresující situace. Akusím hudby často podléhal například Bedřich Smetana. Hudba, kterou člověk slyší, může být v podstatě jakéhokoli druhu, někdy je člověku příjemná, jindy nikoli, někdy je člověk schopen hudbu do jisté míry ovládat. Jev zpravidla nelze vyvolat vůlí a po nějaké době sám odezní.

## Sluch u zvířat
Někteří živočichové mají výrazně lepší sluch než člověk, a to jak z hlediska citlivosti, tak i pokud jde o frekvence, které ucho vnímá. Lepší sluch je však zavádějící pojem: Při stejné šířce rozsahu kmitočtů může tento rozsah být jen posunut. Například pes dokáže vnímat zvuky od 30 Hz do 45 kHz, kočka od 15 Hz do 50 kHz, netopýr až ke 100 kHz. Na opačném konci spektra komunikují sloni: Používají infrazvuky, tedy podobně jako ultrazvuk jde o zvuky mimo kmitočtový rozsah, v němž slyší člověk. V případě slonů jde o ještě nižší tóny. Nižší tóny odpovídají větším vlnovým délkám, z těch lze zas usuzovat na velikost těla (resp. vokálního ústrojí), což je u slonů splněno: Jde o současné největší suchozemské bytosti. A obecně platí, že druh je typicky adaptován slyšet právě zvuky, které sám umí vydávat (a vice versa). Hluboké zvuky vydává mj. i kasuár: Takové jsou neobvyklé obzvláště pro ptáka.
Netopýři, a i jiní živočichové, využívají sluch také k orientaci v prostoru, tedy zejména ve tmě, kdy vysílají zvukové signály (impulsy) a podle jejich odrazu určí polohu a velikost překážky. Tento postup se nazývá echolokace. Kromě netopýrů jej používají také můry, kytovci nebo někteří ptáci[zdroj⁠?!].

## Smyslové orgány
- Ucho

## Bioakustika
Mechanoreceptor může také sloužit k vnímání zvuku a tedy i umožňuje slyšet. Rostlinná bioakustika také zkoumá zvukovou komunikaci mezi rostlinami.